# والابی صخره گردن‌بنفش
والابی صخره گردن‌بنفش (نام علمی: Petrogale purpureicollis) گونه‌ای کیسه‌دار عضو سرده صخره‌راسوها از تیره درازپایان است که در شمال غربی کوئینزلند در استرالیا زندگی می‌کند. والابی صخره گردن‌بنفش همچون دیگر والابی‌ها شب‌زی و گیاه‌خوار است.